# 김지혜 (필라테스 강사)
김지혜는 대한민국의 무용가 출신 필라테스 지도자이다. 필라테스의 고전 체계를 전수한 제이 그라임(Jay Grimes)으로부터 사사받아, 클래식 필라테스 프로그램을 기반으로 국내외에서 필라테스 교육 및 워크숍을 진행하고 있다.

## 학력 및 경력
김지혜는 서울특별시 출신으로, 무용예술학 학사와 석사 학위를 취득하였다. 졸업 후에는 무용수 및 안무가로 활동하였고, 이후 필라테스 지도자로 전향하였다.
2004년부터 필라테스를 지도하기 시작하였으며, 제이 그라임(Jay Grimes)의 클래식 필라테스를 사사하는 교육과정인 ‘The Work’를 졸업하고 이후 2024년 제이 그라임의 사망 전까지 그의 매소드만을 전수 받았다.
'The Work'과정은 로스앤젤레스 지역에서 진행되었던 필라테스 지도자 양성 과정으로 조셉 필라테스의 1세대 제자인 제이 그라임이 직접 선별하고 지도했던 프로그램이다.

## 활동
김지혜는 POP PILATES™, Apprentice of Contrology® 등 도제 방식의 필라테스 교육과정을 운영하며, 클래식 필라테스 중심의 교육을 국내외에서 전개하고 있다. 2024년에는 제이 그라임 추모 워크숍에서 프리젠터로 참여하였으며, 미국·캐나다·벨기에·일본 등에서 초청 강사로 활동하고있다.
또한, ‘오리지널 클래스(Original Class)’라는 명칭으로 클래식 필라테스 방식의 수업 전달 방식을 도입하여 국내에 보급하였다.

## 국제 활동
- 2025년 벨기에 브뤼헤, 클래식 필라테스 컨벤션 프리젠터
- 2024년 미국 로스앤젤레스, 빈티지 필라테스 워크숍 프리젠터
- 2024년 캐나다 밴쿠버, 워크숍 프리젠터
- 2023년 미국 하와이, 클래식 필라테스 초빙 강사
- 2023년 미국 아틀란타, 클래식 필라테스 컨벤션 프리젠터
- 2019년 미국 로스앤젤레스, 일본 오사카 초빙 강사

## 국내 활동
- 2025년 IDEA Korea 프리젠터[1]
- 2025년 Wanderlust 프리젠터[2][3]
- 2024년 IDEA Korea 프리젠터[4]
- 2023년 AFIC Asia 프리젠터[5]
- 2022년 Jay's Apprentice 프리젠터
- 2021년 IDEA Korea 프리젠터[6]

## 수상
- 2025년 IDEA Inspirational Fitness Educator of the Year[7]
- 2010년 서울국제무용제 최우수상[8]
- 2009년 국제현대무용제 신진 안무가 선정[9]

## 저서
- 《우리 서로 처음이라》, 2025, ISBN 979-11-967921-8-3
- 《나의 두 번째 열정》, 2021, ISBN 979-11-967921-7-6 [10] [11] [12] [13]